# PWI Most Improved Wrestler of the Year
Le PWI Most Improved Wrestler of the Year, décerne tous les ans depuis 1978 par le magazine de catchPro Wrestling Illustrated, reconnait le catcheur qui s'est le plus amélioré de l'année selon les lecteurs du magazine.

## Palmarès
| Année | Gagnant                 | Finaliste                             | Troisième                                     | Quatrième                |
| ----- | ----------------------- | ------------------------------------- | --------------------------------------------- | ------------------------ |
| 1978  | Dino Bravo              | Bob Backlund                          | Ricky Steamboat                               | Tony Atlas               |
| 1979  | Tommy Rich              | Eddy Mansfield                        | Kevin Von Erich                               | Ted DiBiase              |
| 1980  | Tony Atlas              | Larry Zbyszko                         | Ted DiBiase                                   | Kerry Von Erich          |
| 1981  | Kevin Sullivan          | Sgt. Slaughter                        | Charlie Cook (en)                             | Tito Santana             |
| 1982  | Barry Windham           | Otto Wanz                             | Buzz Sawyer (en)                              | Rick Martel              |
| 1983  | Brett Wayne Sawyer (en) | Mike Rotundo                          | Pez Whatley (en)                              | Brad Rheingans (en)      |
| 1984  | Billy Jack Haynes       | Magnum T.A.                           | Rick Martel                                   | Ronnie Garvin            |
| 1985  | Steve Williams          | Brian Adias (en)                      | Nikita Koloff                                 | Randy Savage             |
| 1986  | Terry Gordy             | Scott Hall                            | Sam Houston (en)                              | Wendell Cooley           |
| 1987  | Curt Hennig             | Al Perez (en)                         | Honky Tonk Man                                | Sting                    |
| 1988  | Sting                   | The Ultimate Warrior                  | Iceman Parsons                                | Jeff Jarrett             |
| 1989  | Scott Steiner           | Brutus Beefcake                       | Jeff Jarrett                                  | P.Y. Chu-Hi (en)         |
| 1990  | Paul Roma               | Doom (en) (Ron Simmons et Butch Reed) | Tugboat                                       | Cactus Jack              |
| 1991  | Dustin Rhodes           | Ron Simmons                           | Ultimate Warrior                              | Crush                    |
| 1992  | Razor Ramon             | Ron Simmons                           | Virgil                                        | Brian Christopher        |
| 1993  | Yokozuna                | The Kid                               | Brian Lee                                     | Tatanka                  |
| 1994  | Diesel                  | Johnny B. Badd                        | Sabu                                          | Owen Hart                |
| 1995  | Diamond Dallas Page     | Tommy Dreamer                         | Harlem Heat ( Booker T et Stevie Ray)         | Savio Vega               |
| 1996  | Ahmed Johnson           | Chris Benoit                          | Stevie Richards                               | Taz                      |
| 1997  | Ken Shamrock            | Steve McMichael                       | The Headbangers (en) (Mosh et Thrasher)       | Alex Wright              |
| 1998  | Booker T                | D' Lo Brown                           | New Age Outlaws ( Road Dogg et Billy Gunn)    | Juventud Guerrera        |
| 1999  | Jerry Lynn              | The Hardy Boyz ( Matt et Jeff Hardy)  | Hardcore Holly                                | Kanyon                   |
| 2000  | Steve Corino            | Lance Storm                           | Scotty 2 Hotty                                | Justin Credible          |
| 2001  | Edge                    | Test                                  | Hurricane Helms                               | Kurt Angle               |
| 2002  | Brock Lesnar            | Trish Stratus                         | Jamie Noble                                   | A.J. Styles              |
| 2003  | John Cena               | Matt Hardy                            | Team Angle (Charlie Haas et Shelton Benjamin) | Victoria                 |
| 2004  | Randy Orton             | Shelton Benjamin                      | Batista                                       | John "Bradshaw" Layfield |
| 2005  | Batista                 | Carlito                               | Monty Brown                                   | Chris Masters            |
| 2006  | Bobby Lashley           | Johnny Nitro                          | Chris Sabin                                   | Umaga                    |
| 2007  | Candice Michelle        | Jay Lethal                            | MVP                                           | Cody Rhodes              |
| 2008  | Cody Rhodes             | The Miz                               | Petey Williams                                | Kofi Kingston            |
| 2009  | Johnny Morrison         | Dolph Ziggler                         | Eric Young                                    | The Miz                  |
| 2010  | D'Angelo Dinero         | Wade Barrett                          | Sheamus                                       | Jay Lethal               |
| 2011  | Mark Henry              | Kelly Kelly                           | Eddie Edwards                                 | Zack Ryder               |
| 2012  | Ryback                  | Brooke Tessmacher                     | Michael Elgin                                 | Adam Cole                |
| 2013  | Magnus                  | Curtis Axel                           | Roman Reigns                                  | Big E Langston           |
| 2014  | Rusev                   | Ethan Carter III                      | Luke Harper                                   | Eric Young               |
| 2015  | Roman Reigns            | Nikki Bella                           | Sasha Banks                                   | Bayley                   |
| 2016  | The Miz                 | T.J. Perkins                          | Kenny Omega                                   | Dalton Castle            |
| 2017  | Jinder Mahal            | Braun Strowman                        | Eli Drake                                     | Naomi                    |
| 2018  | The Velveteen Dream     | The B-Team                            | Nia Jax                                       | Hangman Page             |
| 2019  | Brian Cage              | Jay White                             | Buddy Murphy                                  | Chad Gable               |
| 2020  | Drew McIntyre           | Ricky Starks                          | Otis                                          | Jey Uso                  |
| 2021  | Britt Baker             | Bobby Lashley                         | Trevor Murdoch                                | Deonna Purrazzo          |
| 2022  | Mandy Rose              | Madcap Moss                           | Julia Hart                                    | 2point0 (en)             |
| 2023  | LA Knight               | Julia Hart                            | Trick Williams                                | Sanada                   |